# Cauré
Falcão-morcegueiro ou cauré (Falco rufigularis) é uma ave falconiforme da família dos falconídeos. Também conhecido como cauré-i, coleirinha, falcão-de-garganta-branca, gavião-de-coleira e temtenzinho.

## Características
Tem cerca de 26 centímetros, o macho pesa aproximadamente 120 gramas e a fêmea, 200 gramas. É pequeno, negro, com peito e barriga listrados de branco. Tem garganta, papo e lados do pescoço amarelos ferrugíneos ou brancos, abdômen e calções castanhos. Quando jovem possui coberteiras inferiores da cauda amareladas e barradas de negro.

## Alimentação
Captura suas presas com habilidade, tanto em voo - morcegos, insetos e aves - quanto no chão - ratos e pequenos lagartos. É um caçador hábil. No crepúsculo apanha morcegos e mariposas; de dia apanha libélulas, gafanhotos, ratos, lagartixas e algumas aves como Andorinhões (Família Apodidae) e Araçaris.

## Reprodução
Nidifica em ocos de árvores, até mesmo em buracos de Pica-paus. O macho é responsável pela obtenção de alimento para os filhotes, enquanto a fêmea é responsável pela segurança do ninho. Faz ninho em buracos de árvores ou edifícios. Põe 2 ou 3 ovos marrom-avermelhados pontilhados de marrom escuro.

## Hábitos
Varia de incomum a comum em algumas regiões, habitando bordas de florestas e clareiras. Vive solitário ou aos pares, passando a maior parte do tempo pousado em postes e no alto de árvores mortas.

## Subespécies
São reconhecidas três subespécies:
- Falco rufigularis rufigularis (Daudin, 1800) - ocorre desde o norte da América do Sul (leste da Colômbia e Guianas) até o sul do Brasil, norte da Argentina e também na ilha de Trinidad;
- Falco rufigularis petoensis (Chubb, 1918) - ocorre das regiões úmidas do norte do México até o sul do Equador a oeste da Cordilheira dos Andes;
- Falco rufigularis ophryophanes (Salvadori, 1895) - ocorre na região de planalto do Brasil (sul do Piauí até Mato Grosso, Minas Gerais, São Paulo e Paraná) e na região adjacente da Bolívia, no Paraguai e na Argentina.

## Distribuição Geográfica
Quase todo o Brasil, com exceção de Santa Catarina e Rio Grande do Sul, e também do México à Argentina.